# 海岸工学
海岸工学（かいがんこうがく、英語: coastal engineering）とは、海岸およびその水域における波浪、水質、生態系、漂砂、海岸構造物、保全計画、整備計画などについて研究する工学である。関する団体として土木学会海岸工学委員会などがある。